# Our Miss Brooks
Our Miss Brooks (deutsch: Unser Fräulein Brooks) ist eine US-amerikanische Sitcom mit Eve Arden in der Titelrolle, die zwischen 1948 und 1957 von Desilu Productions für CBS produziert wurde. Sie wurde von 1948 bis 1957 im Hörfunk ausgestrahlt und zwischen 1952 und 1956 auch als Fernsehserie. Im Jahr 1956 erschien eine Filmadaption der Fernsehserie im Kino.

## Handlung
Die sardonistisch veranlagte High-School-Englischlehrerin Connie Brooks setzt sich für ihre Schüler ein und gerät häufiger mit der Schulleitung aneinander. Außerdem fühlt sie sich zu ihrem Kollegen, dem Biologielehrer Phillip Boynton, romantisch hingezogen.

## Radio
Our Miss Brooks war von Anfang an ein Hit im Radio; innerhalb von acht Monaten nach dem Start als reguläre Serie erhielt die Sendung mehrere Auszeichnungen, darunter alleine vier für Eve Arden.
Produziert von Larry Berns und geschrieben von Regisseur Al Lewis, wurde Our Miss Brooks am 19. Juli 1948 erstmals auf CBS ausgestrahlt. Radiokritiker John Crosby beschrieb die Dialogszenen zwischen Brooks und Schuldirektor Conklin sowie deren Möchtegern-Freund Boynton als „katzenhaft“, mit „scharfen, witzigen Erwiderungen“. Auch das Zusammenspiel zwischen den Darstellern und deren Eigenschaften wurde positiv bewertet: der stürmische Conklin, der nebulöse Denton, die entgegenkommende Harriet, die zerstreute Mrs. Davis, der ahnungslosen Boynton und die intrigante Miss Enright.
Jeff Chandler spielte Boynton fünf Jahre lang, auch nachdem er ein Filmstar geworden war. Schließlich verließ er die Radioserie, da es ihm nicht mehr möglich war, die regelmäßige Rolle im Radio mit seinen Filmverpflichtungen zu vereinbaren.
Arden gewann eine Hörerumfrage des Magazins Radio Mirror als beste Komödiantin der Jahre 1948 und 1949 und erhielt ihren Preis am Ende einer Our Miss Brooks-Sendung im März des Jahres 1949. „Ich werde mich in den kommenden Monaten bemühen, die mir zuteil gewordene Ehre zu verdienen, denn ich weiß, dass ich Mr. Boynton behalten darf, wenn ich zwei Jahre hintereinander gewinne“, scherzte sie. Auch bei den Kritikern kam Arden gut an: In einer von Motion Picture Daily durchgeführten Umfrage unter den Redakteuren von Zeitungen und Zeitschriften im Winter 1949 wurde sie zur besten Radiokomödiantin des Jahres gekürt.
Während der gesamten Dauer der Radiosendung wurde die Show von Colgate-Palmolive-Peet gesponsert und warb für Palmolive-Seife, Lustre Creme Shampoo und Toni-Haarpflegeprodukte. Die Radioserie lief bis 1957, ein Jahr nach dem Ende der Fernsehserie.

## Fernsehen
Die gesamte Besetzung der Radioserie, mit Ausnahme von Jeff Chandler, spielte die gleichen Charaktere auch in der Fernsehversion. Viele der Drehbücher basierten auf den Radioausstrahlungen, die zum Teil unverändert übernommen wurden und sich auch in der Fernsehserie um Connie Brooks’ täglichen Umgang mit Schülern, Kollegen und dem Direktor der Madison High drehten. Philip Boynton wurde von Robert Rockwell gespielt, der Jeff Chandler im Fernsehen ersetzte. Die Fernsehserie verlagerte im Herbst 1955 den Handlungsort von einer öffentlichen High School hin zu einer exklusiven Privatschule. Außerdem wurde der romantische Schwerpunkt der Titelfigur geändert: Gene Barry wurde als Sportlehrer Gene Talbot besetzt und Connie Brooks war nun die Verfolgte seiner Avancen; Mr. Boynton war in mehreren Folgen vor dem Staffelende wieder zu sehen, da die Änderungen zu rückläufigen Einschaltquoten führten.
Insgesamt wurden 130 Folgen in vier Staffeln produziert; Sponsor war der Lebensmittelkonzern General Foods, heute Teil von Mondelez International. Die Produktion übernahm Desilu Productions, die Produktionsfirma von Desi Arnaz und Lucille Ball; ab 1953 fungierte Larry Berns als Produzent, der bereits an der Produktion der Radioserie beteiligt war.
Im Jahr 1956 erschien eine Filmadaption der Serie für das Kino.

### Fernsehausstrahlung
Zwischen dem 3. Oktober 1952 und dem 11. Mai 1956 wurde die Serie wöchentlich auf CBS ausgestrahlt.
Our Miss Brooks erreichte in der finalen Staffel einen Nielsen-Rang von 15, nachdem die Serie in den Jahren 1952 und 1953 auf Platz 22 war. In der Saison 1955/1956, als das Format geändert und Rockwell als Boynton durch Gene Barry ersetzt wurde, sanken die Quoten merklich. Die Produzenten holten Rockwell als Boynton in der Mitte der Saison zurück, aber das Ende war absehbar; die Serie wurde im Frühjahr 1956 abgesetzt. Im gleichnamigen Kinofilm Our Miss Brooks, der im selben Jahr von Warner Bros. veröffentlicht wurde, waren Brooks und Mr. Boynton schließlich verlobt und ihre Heirat stand bevor.
Zwischen 1976 und 1989 kam es zu Wiederholungen der Serie (mittels Syndication) im Nachmittags- und Abendprogramm. Diese Ausstrahlungen basierten noch auf minderwertigen 16-mm-Kopien des Originalmaterials und der Vertrieb erfolgte durch Viacom; 1994 übernahm Paramount Television die Verbreitung. Ab 2004 bzw. 2011 erfolgte der Vertrieb durch CBS Paramount Domestic Television und später CBS Media Ventures.
Einzelne Folgen der Sitcom werden bis heute auf US-amerikanischen Sendern wie Decades wiederholt; die Serie ist inzwischen auch auf Streaming-Plattformen wie Me-TV (2016) oder Tubi abrufbar.
| Staffel | Folgen | Erstausstrahlung | Letzte Ausstrahlung | Nielsen-Rang | Bewertung (Haushalte) |
| ------- | ------ | ---------------- | ------------------- | ------------ | --------------------- |
| 1       | 38     | 3. Oktober 1952  | 26. Juni 1953       | 22           | 35,0 (7,14)           |
| 2       | 31     | 2. Oktober 1953  | 18. Juni 1954       | 14           | 34,2 (8,89)           |
| 3       | 30     | 1. Oktober 1954  | 3. Juni 1955        | -            | -                     |
| 4       | 31     | 7. Oktober 1955  | 11. Mai 1956        | -            | -                     |

Am 16. Oktober 2019 veröffentlichte CBS Home Entertainment die erste Staffel mit 38 Episoden auf DVD (Region 1). Bei den Folgen handelt es sich nicht um die ursprünglichen 26-minütigen Ausstrahlungen, sondern um gekürzte syndizierte Versionen von jeweils etwa 21 Minuten. Außerdem wurden die Vor- und Abspänne durch eine einheitliche Version ersetzt, bei der alle Angaben zu Gastdarstellern und Produktionsmitgliedern der jeweiligen Folge weggelassen wurden.
Im deutschen Sprachraum wurde die Sitcom nie ausgestrahlt oder veröffentlicht.

### Hintergrund
Harry Ackerman, der damalige Programmdirektor von CBS an der Westküste der Vereinigten Staaten, wollte ursprünglich Shirley Booth für die Titelrolle verpflichten, aber wie er dem Historiker Gerald Nachman viele Jahre später erzählte, wollte diese den gesellschaftskritischen Anteil – wie die „Unterbezahlung von Lehrern an öffentlichen Schulen“ – hervorheben und es fehlte ihr „der Spaß an der Rolle“. Lucille Ball war als weitere Kandidatin für die Rolle vorgesehen, sprach aber nicht vor, da sie bereits durch My Favorite Husband gebunden war. Der damalige CBS-Vorsitzende Bill Paley war mit Arden befreundet und überredete sie schließlich, für die Rolle der Miss Brooks vorzusprechen.
Osgood Conklin war ursprünglich als Präsident der Schulaufsicht vorgesehen, wurde dann aber der Schulleiter der „Madison High School“.

## Figuren
Constance „Connie“ Brooks
Englischlehrerin an der Madison High School.
Osgood Conklin
Rektor an der Madison High School. Conklin missbraucht oft seine Autorität, um Lehrer dazu zu bringen, Überstunden zu machen oder ihm einen persönlichen Gefallen zu tun. In der ersten Folge der Fernsehserie wurde Conklin von  Joseph Forte verkörpert; Gale Gordon folgte ihm für den Rest der Serie.
Philip Boynton
Der eher zurückhaltende Biologielehrer an der Madison High School, für den Miss Brooks eine gewisse Zuneigung empfindet. In der Radioversion sprach Jeff Chandler die Rolle (manchmal auch unter seinem Geburtsnamen Ira Grossel); Robert Rockwell übernahm nach dem Ausstieg Chandlers die Rolle sowohl im Radio als auch im Fernsehen.
Margaret Davis
Miss Brooks’ oft geistesabwesende Vermieterin. Ihre Markenzeichen: eine Vorliebe für exotisches und oft ungenießbares Frühstück und die Tendenz, mitten im Satz den Faden zu verlieren; sie hat eine Schwester namens Angela Devon (Jesslyn Fax). Davis wurde durch die späte Jane Morgan gespielt, die sich nach dem Ende der Serie weitestgehend aus der Schauspielerei zurückzog.
Harriet Conklin
Eine Schülerin der Madison High School und Tochter des Rektors Osgood Conklin. Die anfangs von Anne Whitfield und später von Gloria McMillan gespielte Harriet ist im Gegensatz zu ihrem Vater eher freundlich und arglos und in Walter Denton verliebt.
Walter Denton
Walter ist Schüler an der Madison High School und hat einen gutmütigen bis tollpatschigen Charakter. Ein Kennzeichen ist seine hohe nasale Stimme, die er verstellt, wenn er Unfug macht. Miss Brooks ist seine Lieblingslehrerin, die er in seinem defekten Auto regelmäßig zur Schule fährt. Da er die Gefühle von Miss Brooks für Mr. Boynton kennt (der ahnungslos ist), versucht er unermüdlich ihr dabei zu helfen, ihn in die Falle zu locken. Denton wurde von Richard Crenna verkörpert, damals noch unter seinem Namen Dick Crenna.
Fabian „Stretch“ Snodgrass
Stretch ist der Sportstar der Madison High School, nicht besonders intelligent und  Walters bester Freund. Während eines Teils der ersten und der gesamten zweiten Fernsehstaffel wurde die von Leonard Smith verkörperte Figur durch Stretchs Bruder „Bones“ ersetzt (gespielt von Eddie Riley), der ebenfalls nicht besonders intelligent ist.
Daisy Enright
Daisy Enright ist ebenfalls Englischlehrerin an der Madison High School und sowohl beruflich als auch in romantischer Hinsicht eine Rivalin von Miss Brooks, die zu Intrigen neigt. Sie wurde von Mary Jane Croft gespielt.
Ruth Nestor
Schulleiterin ab der Folge Big Ears vom 4. November 1955; gespielt von Isabel Randolph.
Minerva
Mrs. Davis’ Katze. In der Radioserie hatte Minerva die Angewohnheit, im Wohnzimmerklavier von Mrs. Davis zu schlafen; immer wenn diese aufgeschreckt wurde, „spielte“ diese ein „beeindruckendes Klavierstück“ auf den Saiten, was zu einem Running Gag der Serie wurde.

## Rezeption
Sowohl die Radio- als auch die Fernsehsendungen von Our Miss Brooks waren nicht nur bei Zuschauern und Fans beliebt, sondern zogen auch die Aufmerksamkeit von Pädagogen und Kritikern auf sich.
Arden verhalf die Sitcom zu hoher Popularität und Bekanntheit, was Umfragen in den Jahren 1948 und 1949 der Radio Mirror zeigten sowie Kritiken in der Motion Picture Daily bestätigten. Nach Angaben des Museum of Broadcast Communications wurde sie zum Ehrenmitglied der National Education Association ernannt und erhielt 1952 eine Auszeichnung der Alumni-Vereinigung des Teachers College of Connecticut für „die Vermenschlichung des amerikanischen Lehrers“.
Die Serie galt als bahnbrechend, da sie eine berufstätige Frau zeigte, die die tatsächlichen oder angenommenen Grenzen des Berufslebens von Frauen in jener Zeit überwand; oftmals war das Bild von der als tollpatschig dargestellten Hausfrau geprägt, die die Familie versorgt. Die Figur der Connie Brooks wurde als realitätstreu wahrgenommen, in einem wichtigen aber nicht glamourösen Beruf; so scherzte sie regelmäßig darüber, dass sie unterbezahlt sei, wie viele Lehrerinnen damals. Die Serie übte Gesellschaftskritik und zeigte, dass Frauen außerhalb ihres häuslichen Umfelds kompetent und selbständig sein konnten, ohne ihre Weiblichkeit oder Menschlichkeit zu verlieren – was Verfechter eines klassischen, vom Patriarchat geprägten Frauenbildes kritisierten.
Our Miss Brooks blieb Eve Ardens bekannteste Rolle. In einem Interview mit dem 1942 geborenen Autoren und Radiohistoriker John Dunning (Old-Time Radio) erzählte Arden, was die Rolle für sie bedeutete:

„Ich habe ursprünglich das Theater geliebt. Das tue ich immer noch. Und ich wollte immer einen Hit am Broadway haben, der von mir kreiert wurde. Sie wissen schon, so wie Judy Holliday mit Nicht von gestern (engl. Born Yesterday). Ich habe mich ein wenig darüber aufgeregt und jemand fragte mich: ‚Ist dir klar, dass, wenn du einen Hit am Broadway hättest, wahrscheinlich 100.000 oder 200.000 Menschen dich darin gesehen hätten, wenn du lange genug dabei geblieben wärst. Und auf diese Weise warst du in Miss Brooks; jeder liebt dich und du wurdest von Millionen gesehen.‘ Also dachte ich mir, ich halte besser die Klappe, solange ich noch vorne dabei bin.“

## Auszeichnungen und Nominierungen
Our Miss Brooks war zwischen 1953 und 1956 insgesamt sechs Mal für den Primetime Emmy Award nominiert und gewann ihn einmal.
- 1953: Nominierung in der Kategorie „Best Situation Comedy“
- 1954: Nominierung in der Kategorie „Best Situation Comedy“
- 1954: Auszeichnung in der Kategorie „Best Female Star of Regular Series“ für Eve Arden
- 1955: Nominierung in der Kategorie „Best Situation Comedy Series“
- 1955: Nominierung in der Kategorie „Best Supporting Actor in a Regular Series“ für Gale Gordon
- 1955: Nominierung in der Kategorie „Best Actress Starring in a Regular Series“ für Eve Arden
- 1956: Nominierung in der Kategorie „Best Actress – Continuing Performance“ für Eve Arden